# گلرخ بال‌سبز
گلرخ بال‌سبز (نام علمی: Pytilia melba) یک پرنده کوچک رنگارنگ دانه‌خوار از تیرهٔ سهرگان ریز (Estrildidae) است. این گونه در سراسر جنوب صحرای آفریقا گسترده است، اگرچه به ندرت در بخش‌های مرکزی، جنوبی و ساحلی غربی این قاره دیده می‌شود.